# Carlo Leone Denuelle
Carlo Leone Denuelle, conte Léon (Parigi, 13 dicembre 1806 – Pontoise, 15 aprile 1881), fu il primo figlio naturale, di cui si abbia notizia, di Napoleone Bonaparte e di Eleonora Denuelle de la Plaigne.

## Biografia
Napoleone non volle mai riconoscerne ufficialmente la paternità, arrivando persino a non permettere alla madre di battezzare il figlio con il nome di Napoleone ma solo con la seconda metà del medesimo, in quanto non voleva trasmettere l'impero di Francia ad un erede illegittimo.
Carlo Leone fu comunque elevato dal padre alla dignità di conte. Nel suo testamento Napoleone gli lasciò 75.000 franchi, ma non è certo che lui li abbia potuti riscuotere, considerate le difficoltà legali che il principale erede ed esecutore testamentario, Carlo Tristano di Montholon dovette affrontare per far valere i relativi diritti, suoi e dei colegatari, così come apparivano dall'ultimo testamento dell'imperatore.
Carlo Leone era decisamente diverso dal padre: egli fu per tutta la vita piuttosto pigro e spendaccione. Diversamente dal fratellastro Alessandro Walewski, figlio di Maria Walewska, che non amava vantarsi della propria paternità, Carlo Leone non perdeva occasione per farsene merito. Iniziò a frequentare l'Università di Heidelberg, ma abbandonò presto gli studi. Numerose iniziative imprenditoriali temerarie (quali, ad esempio, la fabbricazione di un sottomarino) lo portarono a coprirsi di debiti. Successivamente riuscì a percorre la carriera militare fino ad arrivare al comando di un battaglione ma dovette dimettersi a causa della propria scarsa propensione all'obbedienza. Anche il tentativo di diventare prete fallì. La sua passione per il gioco d'azzardo e le donne che gravitavano nell'ambiente del gioco, lo portarono alla rovina, nonostante la disponibilità di aiuti finanziari da parte del fratellastro Alessandro Colonna-Walewski e della nonna Letizia Ramolino. Dopo un tentativo di citare in tribunale persino la madre, per ottenere denaro, finì in carcere per debiti e una volta rilasciato, dovette adattarsi a vivere per un certo tempo in un ricovero per senzatetto.
La rivoluzione del 1848 gli fornì un'altra opportunità: la politica. Si legò ai socialisti, arrivando a proclamare nemico suo cugino Luigi-Napoleone, che dopo una zuffa in Londra, provocata volutamente da Carlo Leone, gli diede un aiuto finanziario.
Si recò due volte in Inghilterra, in Germania ed in Italia e nel 1862 sposò una certa Françoise Jonet, di ben 25 anni più giovane e dalla quale aveva avuto già quattro figli (e ne ebbe poi altri due):
- Carlo (1854 – 1855)
- Carlo, (1855 – 1894) 2º  conte Léon
- Gastone (1857 – 1934) 3º  conte Léon[1]
- Fernando (1861 – 1918)
- Carlotta (1867 – 1946).[2]
- Fanny (1868)

## Ascendenza
|                        |                 |                                | Genitori                   |  |  | Nonni |  |  | Bisnonni                  |  |  | Trisnonni                    |  |
|                        |                 |                                |                            |  |  |       |  |  | Giuseppe Maria Buonaparte |  |  | Sebastiano Nicola Buonaparte |  |
|                        |                 |                                |                            |  |  |       |  |  | Giuseppe Maria Buonaparte |  |  | Sebastiano Nicola Buonaparte |  |
|                        |                 | Maria Anna Tusoli di Bocagnano |                            |  |  |       |  |  | Giuseppe Maria Buonaparte |  |  |                              |  |
| Carlo Maria Buonaparte |                 |                                |                            |  |  |       |  |  | Giuseppe Maria Buonaparte |  |  |                              |  |
|                        |                 | Maria Saveria Paravicini       | Giuseppe Maria Paravicini  |  |  |       |  |  |                           |  |  |                              |  |
|                        |                 | Maria Saveria Paravicini       | Giuseppe Maria Paravicini  |  |  |       |  |  |                           |  |  |                              |  |
|                        |                 | Maria Saveria Paravicini       | Maria Angela Salineri      |  |  |       |  |  |                           |  |  |                              |  |
| Napoleone I Bonaparte  |                 | Maria Saveria Paravicini       |                            |  |  |       |  |  |                           |  |  |                              |  |
|                        |                 | Giovanni Geronimo Ramolino     | Giovanni Agostino Ramolino |  |  |       |  |  |                           |  |  |                              |  |
|                        |                 | Giovanni Geronimo Ramolino     | Giovanni Agostino Ramolino |  |  |       |  |  |                           |  |  |                              |  |
|                        |                 | Giovanni Geronimo Ramolino     | Angela Maria Peri          |  |  |       |  |  |                           |  |  |                              |  |
| Maria Letizia Ramolino |                 | Giovanni Geronimo Ramolino     |                            |  |  |       |  |  |                           |  |  |                              |  |
|                        |                 | Angela Maria Pietrasanta       | Giuseppe Maria Pietrasanta |  |  |       |  |  |                           |  |  |                              |  |
|                        |                 | Angela Maria Pietrasanta       | Giuseppe Maria Pietrasanta |  |  |       |  |  |                           |  |  |                              |  |
|                        |                 | Angela Maria Pietrasanta       | Maria Giuseppa Malerba     |  |  |       |  |  |                           |  |  |                              |  |
| Carlo Leone Denuelle   |                 | Angela Maria Pietrasanta       |                            |  |  |       |  |  |                           |  |  |                              |  |
|                        | Claude Denuelle | …                              |                            |  |  |       |  |  |                           |  |  |                              |  |
|                        | Claude Denuelle | …                              |                            |  |  |       |  |  |                           |  |  |                              |  |
|                        | Claude Denuelle | …                              |                            |  |  |       |  |  |                           |  |  |                              |  |
| Dominique Denuelle     | Claude Denuelle |                                |                            |  |  |       |  |  |                           |  |  |                              |  |
|                        |                 | Marie Susanne Barrau           | …                          |  |  |       |  |  |                           |  |  |                              |  |
|                        |                 | Marie Susanne Barrau           | …                          |  |  |       |  |  |                           |  |  |                              |  |
|                        |                 | Marie Susanne Barrau           | …                          |  |  |       |  |  |                           |  |  |                              |  |
| Eleonora Denuelle      |                 | Marie Susanne Barrau           |                            |  |  |       |  |  |                           |  |  |                              |  |
|                        |                 | …                              | …                          |  |  |       |  |  |                           |  |  |                              |  |
|                        |                 | …                              | …                          |  |  |       |  |  |                           |  |  |                              |  |
|                        |                 | …                              | …                          |  |  |       |  |  |                           |  |  |                              |  |
| Françoise Couprie      |                 | …                              |                            |  |  |       |  |  |                           |  |  |                              |  |
|                        |                 | …                              | …                          |  |  |       |  |  |                           |  |  |                              |  |
|                        |                 | …                              | …                          |  |  |       |  |  |                           |  |  |                              |  |
|                        |                 | …                              | …                          |  |  |       |  |  |                           |  |  |                              |  |
|                        |                 | …                              |                            |  |  |       |  |  |                           |  |  |                              |  |